# NOBC
NOBC (System identyfikacji adresowej ulic, nieruchomości, budynków i mieszkań) – system będący składnikiem Krajowego Rejestru Urzędowego Podziału Terytorialnego Kraju (TERYT). Zawiera adresy budynków i mieszkań w układzie rejonów statystycznych i obwodów spisowych.
Na podstawie baz systemu:
- przygotowywana jest dokumentacja wyjściowa do narodowych spisów powszechnych w postaci adresowych wykazów budynków i mieszkań,
- losowane są próby oraz ustalane są adresy mieszkań wylosowanych do badań reprezentacyjnych.

W ramach systemu prowadzony jest centralny katalog ulic ULIC obejmujący nazwy ulic zgodne z brzmieniem uchwał o ich nadaniu oraz ich identyfikatory, utworzony przez alfabetyczne ułożenie nazw ulic w ramach całego kraju.
- ulice o takiej samej nazwie, występujące w różnych miejscowościach pierwotnie otrzymały ten sam identyfikator; od 27 października 2002 r. w związku ze zmianą granic m. st. Warszawy większość ulic położonych w nowo utworzonej dzielnicy Wesoła otrzymała identyfikatory inne, niż ulice w innych miastach o tej samej nazwie, np. ul. Pogodna ma zazwyczaj identyfikator 16900, natomiast ul. Pogodna w dzielnicy Wesoła m. st. Warszawy otrzymała identyfikator 35811. Miało to na celu odróżnienie w systemie dwóch różnych ulic o tej samej nazwie położonych na terenie tego samego miasta Warszawy, lecz w różnych jego dzielnicach.
- w katalogu podawana jest informacja, określająca jednostki podziału terytorialnego, w których dana nazwa ulicy występuje.

W systemie NOBC wykorzystywane są również katalogi:
- identyfikatorów i nazw jednostek podziału terytorialnego,
- identyfikatorów i nazw miejscowości.

Aktualizacja systemu identyfikacji adresowej ulic, nieruchomości, budynków i mieszkań NOBC dokonywana jest w powiązaniu z aktualizacją systemu rejonów statystycznych i obwodów spisowych BREC co najmniej raz w roku i obejmuje zmiany w:
- zasobach mieszkaniowych i szacunkowym zaludnieniu poszczególnych terenów,
- podziale na rejony i obwody związane z przekroczeniem przez te jednostki ustalonych limitów wielkościowych,
- podziale terytorialnym kraju,
- podziale na obręby,
- nazewnictwie miejscowości i ulic,
- numeracji porządkowej nieruchomości, budynków i mieszkań.

Aktualizacja centralnego katalogu ulic wykonywana jest w cyklu tygodniowym.